# Richard zu Limburg-Stirum
Richard Heinrich Kurt Graf zu Limburg-Stirum (* 28. März 1874 in Berlin; † 7. Juni 1931 in Groß Peterwitz, Kreis Neumarkt, Provinz Niederschlesien) war ein deutscher Rittergutsbesitzer und Verwaltungsbeamter.

## Leben
Richard zu Limburg-Stirum war Sohn des Diplomaten, Politikers und Staatssekretärs Friedrich zu Limburg-Stirum und der Paula geb. von Meyerinck. Sein Bruder war der Landrat Friedrich Wilhelm zu Limburg-Stirum.
Nach dem Besuch des Gymnasiums in Hirschberg in Schlesien studierte er an der Rheinischen Friedrich-Wilhelms-Universität Bonn und der Schlesischen Friedrich-Wilhelms-Universität Breslau Rechtswissenschaften. 1893 wurde er Mitglied des Corps Borussia Bonn. Nach dem Studium trat er in den preußischen Staatsdienst ein und wurde Herr auf Groß Peterwitz bei Canth in Schlesien. Von 1912 bis 1917 war Limburg-Stirum Landrat des Landkreises Löwenberg in Schlesien und von 1917 bis 1920 des Landkreises Neumarkt.

## Ehe und Nachkommen
Er heiratete am 18. Mai 1914 Edith Freiin von Bodenhausen (* 5. November 1888) (geschieden von Wilhelm von Eckhardstein). Sie hatten drei Töchter:
- Charlotte Ludovika Paula Anna Margot Siegleite (* 13. März 1915) ⚭ Wilhelm Friedrich von Lieres und Wilkau
- Paula Ludovika Helene Edit (* 20. Januar 1918)
- Felicitas Edit Theodora (* 3. März 1920)